# 吉沢明歩 したくてしたくて
『吉沢明歩 したくてしたくて』（よしざわあきほ したくてしたくて）は、2007年に公開された日本映画。『吉沢明歩 誘惑 あたしを食べて』、『誘惑 あたしを食べて』『微風（かすかぜ）』などのタイトルでも知られる。

## 概要
佐藤吏監督による当時23歳の吉沢明歩の自然な魅力を存分に引き出した青春ピンク映画。湘南を舞台に恋に揺れる女心をサスペンステイストを交えて描く。2007年12月7日に『吉沢明歩 誘惑 あたしを食べて』として劇場公開。
2022年3月11日、上野オークラ劇場ほかで劇場公開。2012年12月に新版プリントされ、『吉沢明歩 したくてしたくて』と改題されて公開。以降はこちらのタイトルで公開されることが多い。また脚本タイトルは『微風(かすかぜ)』で、2008年にポレポレ東中野で公開された際にはこちらのタイトルが使用された。劇中では説明されないが、舞台は湘南であり江ノ島電鉄が登場する。

## あらすじ
イタリアンレストランでアルバイトしているアキは、厨房担当かつ店長の川野とツーオペ状態で働いている。評判がよく忙しい店舗だが、この店にはデザートがない。デザートを担当していた川野の妻が海の事故で亡くなったのだ。妻・恭子の作るケーキはファンも多く、アキの勤務動機も「働いたらタダで食べられるかもしれない」だった。アキは働くうちに恭子自身のこと、川野のとの関係性も含め好きになっていった。なので大学時代の友人・リカが川野に近づいた時は嫌悪にも似た気持ちが沸き上がった。
一方、アキの恋人であるマサルは毎日のようにバイクで迎えに来る間柄だが、アキは好きだと言ってくれるのが嬉しいが、自身からは冷めた関係を続けていた。また、リカは再び店を訪れ、強引に川野とデートの約束を取り付けていた。それを聞いたアキはどういうことなのかと川野に詰め寄った。リカはストレスを解消できる手土産として袋をアキに渡して別れたが、帰宅したアキが中を開けると拳銃だった。

## キャスト
アキ
演 - 吉沢明歩
イタリアンレストランで働くフリーター。恭子に憧れて店で働き始める。口癖は「〇〇っスね」。料理は得意ではないものの、恭子を敬うあまり「おやつパン」、「スイーツパン」など料理本を読む毎日を送る。
朝は牛乳をパック飲み。ビールを飲んで「クゥ～」っと口にするなど、容姿は別にして性格はオヤジと周囲から言われている。ウインクできない、泳げない。
川野
演 - 西岡秀記
イタリアンレストラン経営者で料理人。店は月曜日定休。趣味はサーフィン。亡き妻のことは忘れられず、仕事中はクール。
リカ
演 - 大沢佑香
アキの短大時代の同級生。お嬢様であり、恋に積極的。
マサル
演 - 千葉尚之
アキの恋人。川野らからはマチャルと呼ばれている。バイクが趣味で「オッパッピ―」を多用するミーハー。湯船におしっこする派。アキは浮気しないと思っているが、軟派で浮気癖。
沙織
演 - 日高ゆりあ
マサルがナンパしたギャル。
恭子
演 - 古市海見子
川野の亡き夫人。レストランではデザート担当だった。

## スタッフ
- 監督・脚本 - 佐藤吏
- 企画 - 福俵満
- プロデューサー - 深町章
- 撮影 - 長谷川卓也
- 音楽 - 大場一魅
- 編集 - 酒井正次
- 録音 - シネキャビン
- 助監督 - 金沢勇大
- スチール - 津田一郎
- 製作・配給 - 新東宝映画